# Abofalle
Abofalle (auch Internetkostenfalle oder Kostenfalle im Internet) bezeichnet umgangssprachlich eine weit verbreitete unseriöse Geschäftspraktik im Internet, bei der Verbraucher unbeabsichtigt ein kostenpflichtiges Abonnement eingehen. Es handelt sich dabei um Internetangebote, die so trickreich gestaltet sind, dass deren Kostenpflicht für Verbraucher nicht ohne weiteres erkennbar ist. Manchmal werden auch die Seiten seriöser Anbieter imitiert.
Grundsätzlich liegt es in der Verantwortung des Verbrauchers, Internetseiten kritisch zu prüfen, insbesondere wenn darin persönliche Daten – scheinbar grundlos – abgefragt werden. Den meisten, aber nicht allen Internetkostenfallen ist gemeinsam, dass sich der Verbraucher mit Name und Anschrift anmelden muss; erst danach schnappt die Falle zu. Bei manchen Angeboten soll bereits das Eingeben einer E-Mail-Adresse in einem Anmeldeformular zum Abschluss eines Vertrages führen. Bei tatsächlich kostenlosen Angeboten im Internet, seien es Kochrezepte oder kostenlose Software, wird der Name oder die Anschrift des Verbrauchers grundsätzlich nicht benötigt. Besondere Aufmerksamkeit ist dabei bei Internet-Werbung geboten. Bei farblich unterlegten oder als „Anzeige“ deklarierten Angeboten in Suchmaschinen handelt es sich um Werbung, nicht um tatsächliche Rechercheergebnisse.

## Zahlen
Internetabofallen sind in Deutschland ein weit verbreitetes Phänomen. Nach Schätzungen der Verbraucherzentralen geraten monatlich 20.000 Nutzer in derartige Abofallen.
Einer infas-Umfrage vom August 2011 zufolge wurden allein in den Jahren 2009 bis 2011 rund 5,4 Millionen Deutsche Opfer einer Abofalle im Internet.
Laut einer Studie der Verbraucherzentrale Schleswig-Holstein haben bereits 22,32 % der 12- bis 21-jährigen Schüler des Landes mindestens eine Abofallen-Rechnung erhalten, in 39,75 % der Fälle beauftragte der Anbieter dabei ein Inkassounternehmen bzw. einen Rechtsanwalt.
Der wirtschaftliche Schaden ist laut der Studie immens: Der durchschnittliche Forderungsbetrag liegt bei ca. 100 Euro. 3,8 % der Schüler haben bereits eine derartige Forderung beglichen; auf die Schülerzahl im gesamten Bundesgebiet hochgerechnet läge der Schaden demnach bei 36.706.043 Euro. Aber nicht nur Schüler sind betroffen, so eine Umfrage der Verbraucherzentrale Hessen e. V.: 10,2 % der Bundesbürger, die eine Abofallen-Rechnung erhalten haben, haben diese auch beglichen.
Für die Anbieter handelt es sich um ein lohnendes Geschäft. So stellte das Landgericht München I fest, dass auf dem Konto einer im Zusammenhang mit Abofallen bekannt gewordenen Rechtsanwältin in sechs Monaten Zahlungen von über 2,2 Millionen Euro eingingen, verteilt auf 25.000 Einzelüberweisungen. In einem anderen Fall wurde auf Antrag der Staatsanwaltschaft Düsseldorf das Konto einer Firma gesperrt, die zwei Internetseiten mit Abofallen betrieb. Auf diesem Konto befanden sich zuletzt 670.000 Euro, wobei teilweise innerhalb von drei Tagen bis zu 50.000 Euro eingingen.

## Methoden

### Überblick
Vielfach führen Tippfehler beim Eingeben einer Internetadresse, das Anklicken nicht als Werbung erkennbaren Werbelinks in Suchmaschinen und Weiterleitungen auf urheberrechtlich fragwürdige Streamingseiten zu Kostenfallen. Die Geschäftsidee besteht darin, eine Sammlung von Informationen auf der entsprechenden Website gegen ein Entgelt zur Verfügung zu stellen. Irreführend für den Verbraucher ist, dass vergleichbare Informationen im Internet sonst kostenlos erhältlich sind.
Bei den Serviceangeboten handelt es sich z. B. um
- Hausaufgabenhilfe,
- Berufswahlunterstützung,
- Tests (Intelligenz, Produktvergleich, Führerschein),
- Ahnenforschung,
- Lebenserwartungs-Rechner,
- Routenplaner,
- Online-Spiele.
- Einstieg in eine Kostenfalle kann auch die Teilnahme an Gewinnspielen und Tauschbörsen sowie die Bestellung von Probeabonnements sein.

Bei den angebotenen Waren handelt es sich oftmals um
- Kochrezepte,
- E-Cards,
- „Gratis“-SMS,
- Musikdateien,
- Filme und Software,[9]
- In-App-Käufe bzw. App-Billing.[10]

### Registrierung
Wenn der Verbraucher die angebotenen Dienste oder Waren nutzen möchte, wird er aufgefordert, sich auf der Internetseite zu registrieren und seine persönlichen Daten einzugeben. Die persönlichen Daten braucht der Anbieter, um eine Rechnungsadresse zu haben, an die er seine Forderungen senden kann; selten werden die Bankdaten direkt angefordert.
Häufig wird die Angabe von persönlichen Daten damit gerechtfertigt, dass sie für den Erhalt des Angebotes notwendig seien, z. B. für die Zusendung des Gewinns, zur exakten Berechnung der Lebenserwartung des Nutzers oder zur Erforschung seiner Abstammung. In anderen Fällen wird die Eingabe der persönlichen Daten angeblich aus Gründen des Vertrauens und der Sicherheit gefordert. Die Abofallensteller bedienen sich zwar oft ähnlicher oder leicht abgewandelter Methoden, um die Verbraucher zur Registrierung zu bewegen; allerdings sind regelmäßig auch neue Fallenstellungen zu entdecken.

### Preisangabe

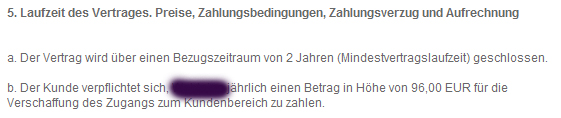
Beispiel für versteckte Preisangaben in den Allgemeinen Geschäftsbedingungen einer Abofalle.

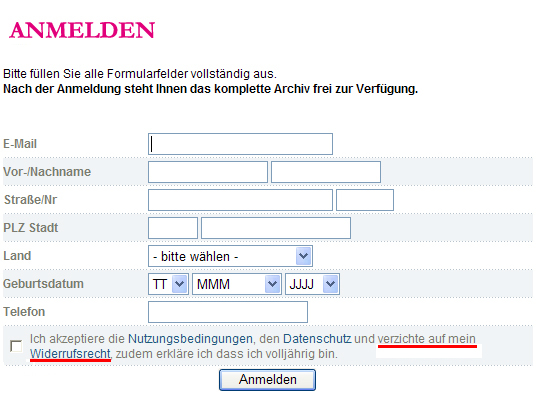
Beispiel für Verzicht auf Widerrufsrecht bei einer Abofalle.

In Deutschland herrscht Vertragsfreiheit. Es ist also grundsätzlich nicht verboten, üblicherweise kostenfrei erhältliche Informationen doch entgeltlich anzubieten. Voraussetzung ist allerdings, dass alle Vorschriften – unter anderem der deutliche Hinweis auf einen Preis – eingehalten wurden.
Bei Internetkostenfallen hingegen ist das Anmeldefenster fast immer so gestaltet, dass die Preisangaben nicht deutlich sind, oder dass der Verbraucher von ihnen abgelenkt wird. Demzufolge rechnet er nicht damit, mit der Registrierung ein Abonnement, in der Regel ein zweijähriges Dauerschuldverhältnis, abzuschließen.
Anstelle von Ziffern werden die Preisangaben sowie die Währungsangabe in der Regel ausgeschrieben, damit sie im Fließtext nicht auffallen (z. B. acht Euro). In vielen Fällen finden sich die Preise zudem am Seitenende unterhalb des Anmeldebuttons. Wenn die Seite aufgerufen wird, erscheint bei einem Standardbildschirm nur das Anmeldefenster mit dem Button, die Preisangabe ist für den Nutzer erst sichtbar, wenn er ans untere Seitenende scrollt. In anderen Fällen ist der Preis am Seitenanfang oder am Seitenrand angegeben, während das Anmeldeformular in der Mitte der Seite die gesamte Aufmerksamkeit des Nutzers auf sich ziehen soll.
Ist auf einer Website der Preis derart versteckt angegeben, kommt aus juristischer Sicht grundsätzlich kein Vertrag zustande, da die beiden Parteien sich nicht über die Entgeltlichkeit des Angebots geeinigt haben. Aufgrund der Gestaltung der Website konnte der Benutzer vielmehr von der Kostenfreiheit des Angebots ausgehen; beim Anklicken des Bestätigungsbuttons war er sich nicht im Klaren darüber, dass er einen entgeltlichen Vertrag abschließen soll.
Zudem erfüllen die Anbieter in diesen Fällen nicht die Anforderungen der Preisangabenverordnung (PAngV). Danach müssen die Preisangaben den Grundsätzen der Preisklarheit und Preiswahrheit entsprechen, d. h. der Preis muss dem jeweiligen Angebot eindeutig zuzuordnen sein, er muss leicht zu erkennen und deutlich lesbar bzw. gut wahrnehmbar sein (§ 1 Abs. 3 PAngV). Indem sie verschleiern, dass es sich um ein kostenpflichtiges Angebot handelt, verstoßen die Website-Betreiber zugleich gegen das Verbot der irreführenden Werbung.
In anderen Fällen wird auf die Kosten des Angebotes lediglich in den Allgemeinen Geschäftsbedingungen (AGB) hingewiesen, und dort selten an erster Stelle, sondern nach weiteren Klauseln und Hinweisen. Diese Vorgehensweise ist unüblich, für den Verbraucher überraschend und daher gemäß § 305c I BGB nicht rechtmäßig. Deswegen kommt in diesem Fall auch kein entgeltlicher Vertrag zustande.

### Widerrufsrecht

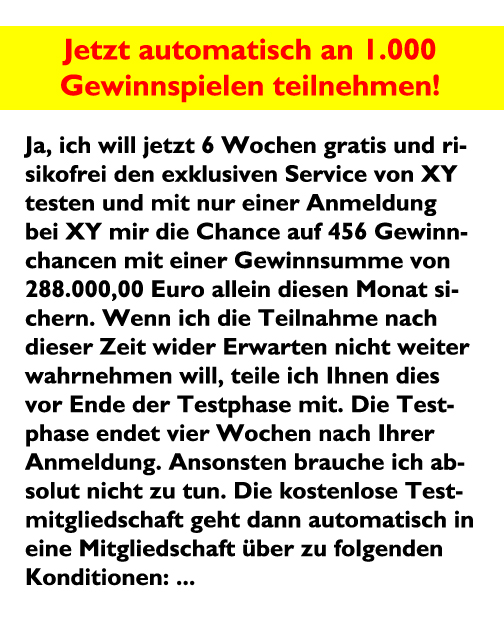
Anbieter werben häufig mit einem kostenlosen Probeabonnement, das sich nach Ablauf der Testphase in ein kostenpflichtiges Abonnement umwandelt.

Manchmal wird der Verbraucher bei der Anmeldung aufgefordert, durch Anklicken zu bestätigen, dass er auf sein Widerrufsrecht verzichtet. Ein solcher Verzicht ist aber unwirksam, da von den gesetzlichen Regelungen über das Widerrufsrecht nicht zu Ungunsten des Verbrauchers abgewichen werden darf.
Die reguläre Widerrufsfrist beträgt zwei Wochen. Die Frist beginnt erst zu laufen, nachdem der Verbraucher eine deutlich gestaltete Belehrung über sein Widerrufsrecht in Textform erhalten hat. Wurde diese Belehrung erst nach dem Vertragsschluss erteilt, verlängert sich die Frist auf einen Monat. Wurde aber falsch oder gar nicht über das Bestehen des Widerrufsrechts belehrt, beginnt die Frist nicht zu laufen und erlischt auch nicht.
Vor Ablauf der regulären Widerrufsrecht erlischt das Widerrufsrecht im Übrigen nur, wenn beide Seiten ihren Teil des Vertrags vollständig erfüllt haben, d. h. der Verbraucher die gesamten Kosten beglichen und der Anbieter die Dienstleistung in vollem Umfang erbracht hat.
Dennoch wird oft von den Anbietern behauptet, das Widerrufsrecht sei erloschen. Als Grund wird hierfür vielmals immer noch angegeben, dass dies Folge der einmaligen Nutzung durch Login sei. Dies ist jedenfalls seit August 2009 nicht mehr der Fall, als eine Gesetzesänderung (§ 312d Abs. 3 BGB) in Kraft trat.

### Impressum
Jeder Betreiber von gewerblichen Internetseiten in Deutschland ist verpflichtet, im Impressum den Namen und die Rechtsform des Unternehmens mit Postanschrift, und Vor- und Nachname des gesetzlichen Vertreters anzugeben. Die Angabe des Postfachs ist nicht ausreichend, da dies keine ladungsfähige Anschrift ist.
Des Weiteren müssen bei Eintragung in ein öffentliches Register der Ort des Registers und die Registernummer angegeben werden. Die Steuernummer muss nicht in das Impressum aufgenommen werden, lediglich die Umsatzsteuer-Identifikationsnummer, sollte das Unternehmen über eine solche verfügen.
Oftmals werden von den Anbietern einer Abofalle überhaupt keine oder unzureichende Angaben gemacht oder das Unternehmen hat seinen Sitz im Ausland. Nicht selten handelt es sich hierbei um sogenannte Briefkastenfirmen, die keinen funktionierenden Geschäftsablauf haben. Zudem bedienen sich die Anbieter oftmals der Rechtsform der Private Company (Ltd.), da diese Gesellschaftsform bereits mit einem britischen Pfund gegründet werden kann und somit den Kunden keine Haftungsmasse zur Verfügung steht.

### Branchenbucheinträge
Es gibt einige Unternehmen, die Gewerbetreibende und Selbständige mit sog. „Eintragungsangeboten“ für Branchenverzeichnisse anschreiben. Auch hier wird den meisten Adressaten erst hinterher klar, dass sie einen zweijährigen Vertrag unterschrieben haben, für den der Betreiber meist Summen von ca. 1.200 € verlangt. Auf die Adressaten wird dann seitens der Betreiber großer Druck mittels Inkassobüros ausgeübt. Dabei sind die Erfolgsaussichten gegen solche Schwarzen Schafe sehr gut. Betroffene können sich nicht nur von den Forderungen befreien, sondern auch bereits gezahlte Beträge zurückerlangen.

## Geldforderung

### Rechnung
Wenige Wochen nach erfolgter Registrierung sendet der Anbieter dem Verbraucher in der Regel die erste Rechnung zu. Als beliebtes Druckmittel werfen die Seiteninhaber dem Verbraucher vor, er selbst hätte erkennen müssen, dass es sich um ein kostenpflichtiges Angebot handelt, und der Fehler läge somit bei ihm.
Selbst wenn ein wirksamer Vertrag mit dem Anbieter geschlossen wurde, was selten der Fall ist (s. o.), kann der Verbraucher zunächst grundsätzlich innerhalb von zwei Wochen nach Erfüllung der Informationspflichten (s. o.) den Vertragsschluss widerrufen. Gemäß § 312d III BGB neue Fassung erlischt es im Rahmen von Dienstleistungen nur dann vorzeitig, wenn beide Seiten den Vertrag vollständig erfüllt haben, d. h. der Verbraucher muss die Leistung vollständig erhalten und auch bezahlt haben.
Daneben kann der Verbraucher sich auch durch Anfechtung wegen Inhaltsirrtum oder arglistiger Täuschung vom Vertrag lösen. Rechtsrat erteilen hier die Verbraucherzentralen und Rechtsanwälte. Auch auf den Webseiten des Bundesministeriums für Ernährung, Landwirtschaft und Verbraucherschutz gibt es Musterbriefe dazu. Informationen bietet auch das Bundesministerium der Justiz.

#### Untergeschobene Verträge
Manchmal erhalten Verbraucher auch Rechnungen, obwohl sie nie auf der entsprechenden Internetseite gewesen sind und sich folglich auch nirgends eingeloggt haben. Ursache kann sein, dass ein Dritter, dem die Daten des Verbrauchers bekannt sind, sich in dessen Namen angemeldet hat. Hierbei handelt es sich um untergeschobene Verträge, bei denen Verbraucher grundsätzlich nicht verpflichtet sind, auf Rechnungen zu reagieren. Denn das Unternehmen trifft die Beweislast für das Bestehen der Zahlungspflicht.

#### Abbuchung von der Handyrechnung
Einige Kostenfallenbetreiber fragen bei der Registrierung auch die Handynummer mit ab. Auf diese Art wird dann versucht, die Geldforderung mit der nächsten Handyrechnung einfach einzuziehen. Hier muss der Verbraucher der Abbuchung widersprechen und eine Tilgungsbestimmung darüber treffen, welchem Teil der Rechnung er widerspricht und welchen Teil er bezahlt und welchen nicht.

### Drohkulisse

#### Schufa-Eintrag
Sofern der Verbraucher die zugesandte Rechnung nicht bezahlt, folgen in der Regel Mahnungen. Diese stammen u. a. von Inkassobüros und Rechtsanwälten. In den Mahnschreiben selbst oder im weiteren Verlauf drohen die Anbieter zum Teil mit negativen Schufa-Einträgen sowie mit der Erwirkung eines Mahnbescheids.
Die Drohung mit einem negativen Schufa-Eintrag ist jedoch unzulässig, wenn der Verbraucher seine Pflicht zur Zahlung aus triftigen Gründen bestreitet. Dieses Verhalten kann dem Anbieter auch gerichtlich untersagt werden.
Darüber hinaus haben die ersten Zivilgerichte mittlerweile entschieden, dass die mahnenden Rechtsanwälte Beihilfe zum versuchten Betrug des Anbieters leisten.

#### IP-Adresse
Oftmals gibt der Anbieter an, während der Anmeldung die IP-Adresse des Kunden gespeichert zu haben. Hierdurch kann der Beweis eines wirksamen Vertragsschlusses jedoch nicht geführt werden.

#### Strafanzeige

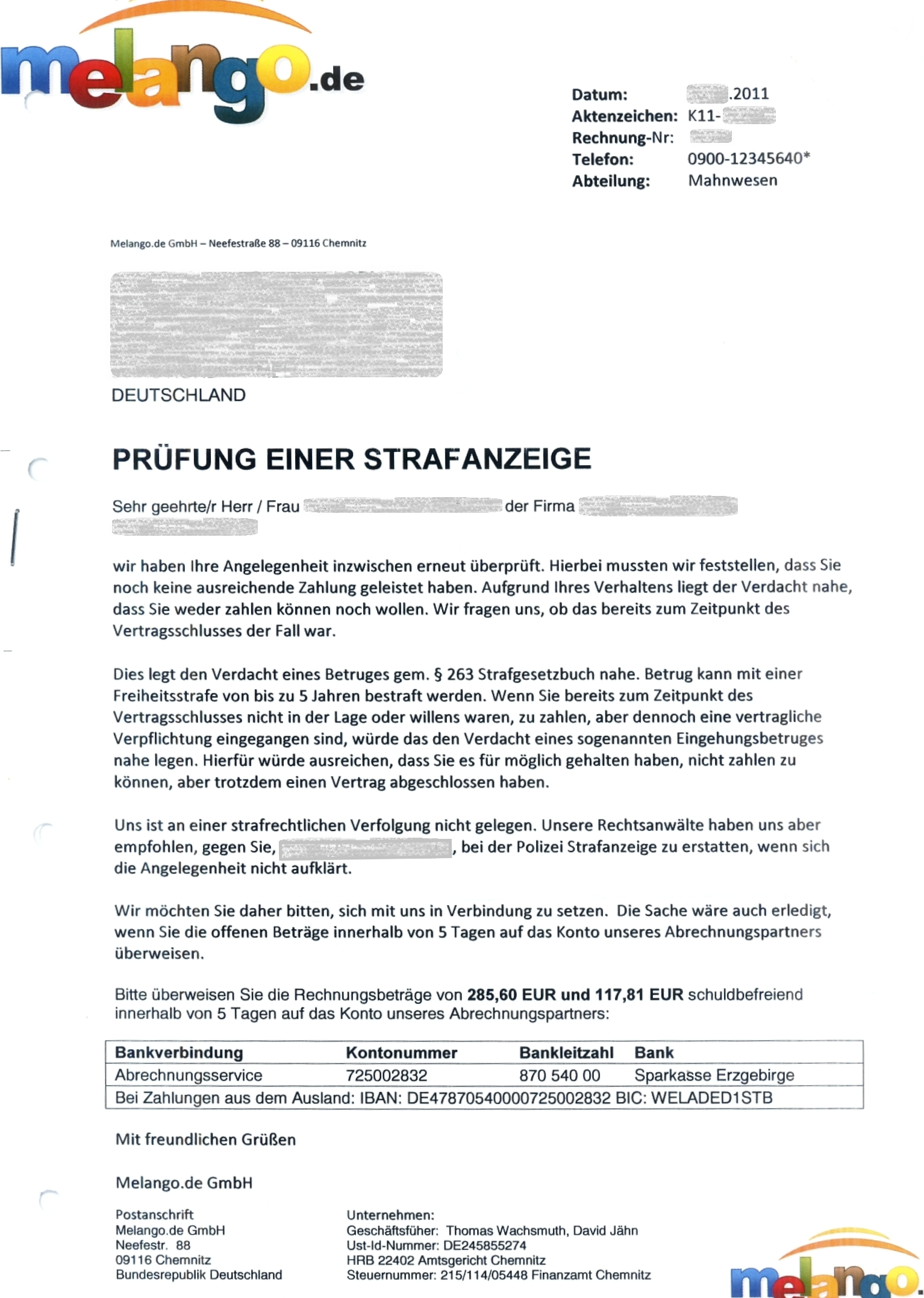
Androhung einer Strafanzeige. Wird gern im B2B-Bereich genutzt, um einer Forderung weiteren Nachdruck zu verleihen

Das s.g. „Kalletaler Dreieck“ oder auch „Wiener Würstelpyramide“ zur Veranschaulichung der Drohkulisse ist zwar eher theoretischer Natur, aber zur Einschüchterung der Opfer gehört auch oft die Androhung einer Strafanzeige.
Dies alles erhält das Opfer meist in nicht nachvollziehbarer Reihenfolge. So kann nach dieser Androhung durchaus nochmal ein Vergleichsangebot oder eine allerletzte außergerichtliche Mahnung kommen. Im Grunde auch hier wieder ein Versuch, eine unrechtmäßige Forderung außergerichtlich einzutreiben, die nahezu jedes Gericht abweist.

### Minderjährige
Insbesondere in Fällen, in denen Minderjährige bei der Registrierung eine unzutreffende Altersangabe gemacht haben, drohen die Anbieter oftmals damit, eine Strafanzeige wegen Betruges zu erstatten.
Eine Strafbarkeit wegen Betruges scheidet aber aus, da der Minderjährige bei einer Abofalle regelmäßig davon ausging, eine kostenlose Leistung in Anspruch zu nehmen, und er den Anbieter nicht um dessen Forderung prellen wollte. Es fehlt ihm daher an der für § 263 StGB erforderlichen Bereicherungsabsicht.
Auch eine Fälschung beweiserheblicher Daten durch eine falsche Altersangabe des Minderjährigen liegt nicht vor. Der entsprechende Tatbestand gemäß § 269 I StGB ist nur dann erfüllt, wenn eine falsche Identität vorgetäuscht wird. Dies ist bei einer unrichtigen Altersangabe jedoch noch nicht der Fall. Es handelt sich lediglich um eine schriftliche Lüge, die von § 269 I StGB nicht erfasst wird.
Bei der Beteiligung Minderjähriger ist die Rechtsposition des Anbieters besonders schwach: Sofern der Minderjährige unter 7 Jahren ist, gilt er als geschäftsunfähig (vgl. § 104 BGB), weshalb kein wirksamer Vertrag zustande kommen kann (vgl. § 105 BGB). Bei Minderjährigen zwischen 7 und 17 Jahren ist das Geschäft zumindest vorläufig unwirksam (vgl. § 108 BGB), da der Abschluss eines Abovertrages mit rechtlichen Nachteilen für sie verbunden wäre (vgl. § 107 BGB); der Vertrag ist schwebend unwirksam. Das bedeutet, sofern die Eltern die Genehmigung zum Abschluss des Vertrages verweigern, wird das Geschäft endgültig unwirksam.

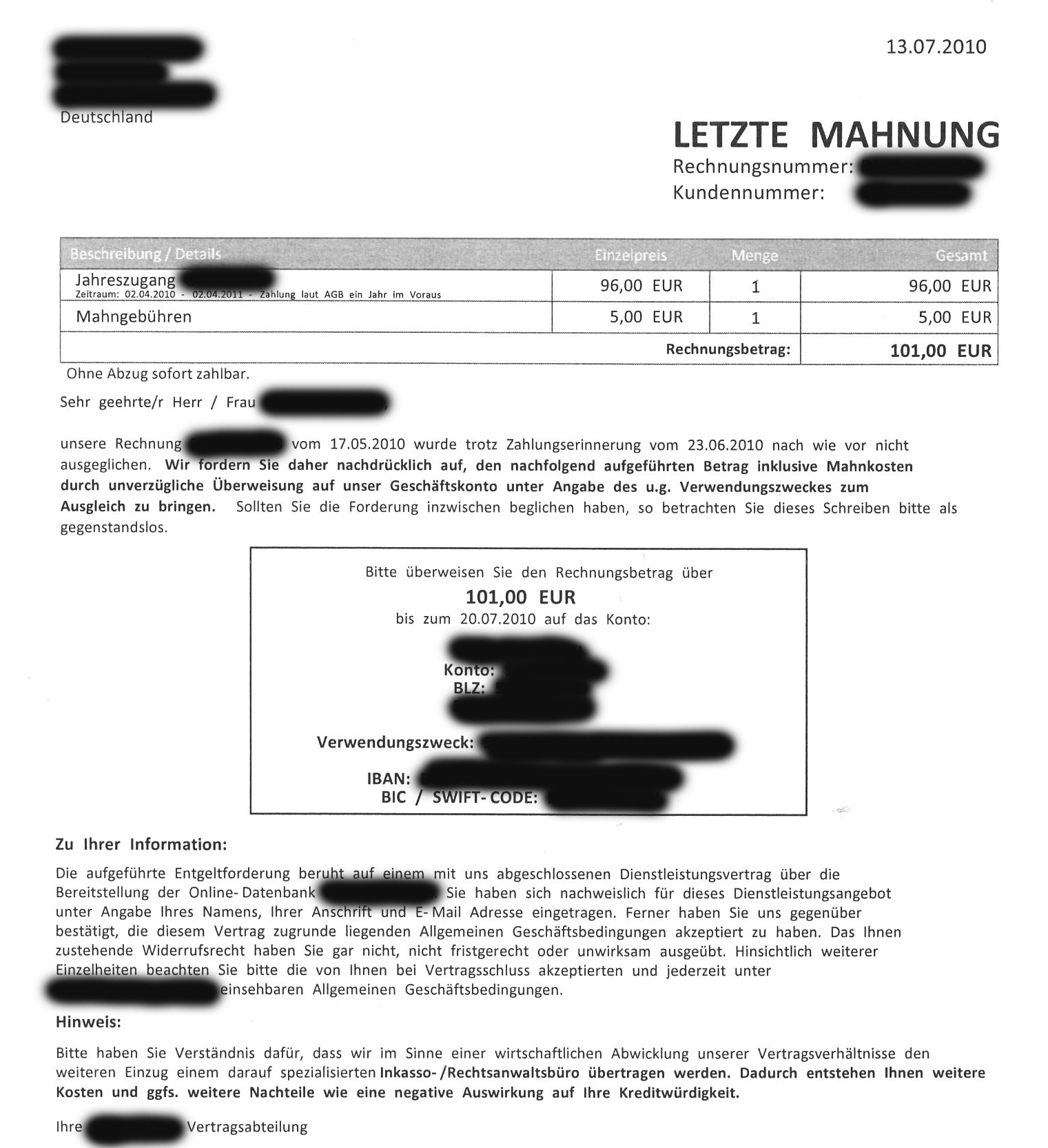
Beispiel eines typischen Mahnschreibens

Eltern, deren minderjähriges Kind angeblich ein Abo abgeschlossen hat, sollten die Forderung keinesfalls vorschnell bezahlen. Ansonsten bestätigt man den willentlichen Abschluss dieses Abonnements. Besser man geht in die Offensive und hält den Betreibern ihr Fehlverhalten mittels eines Schreibens entgegen.
Oftmals drohen die Anbieter den Eltern Minderjähriger, die auf eine Abofalle hereingefallen sind, Schadensersatzansprüche gegen sie geltend zu machen, da sie ihre Aufsichtspflicht verletzt hätten. Die Eltern haften in aller Regel nach § 832 BGB schon deshalb nicht, da das Kind durch die Anmeldung gegenüber dem Anbieter keine unerlaubte Handlung vornimmt. Ob es sich darüber hinaus überhaupt um einen Fall der Aufsichtspflichtverletzung handelt, kann nur anhand der Umstände des Einzelfalls beurteilt werden.

### Mahnbescheid
In seltenen Fällen wird den Opfern auch ein gerichtlicher Mahnbescheid zugestellt. Beim Erlass eines Mahnbescheids wird vom Amtsgericht nicht geprüft, ob die behauptete Forderung tatsächlich besteht. In diesem Fall muss der betroffene Verbraucher dem Mahnbescheid innerhalb von zwei Wochen gegenüber dem Gericht widersprechen.

## Bekämpfung von Kostenfallen

### Wettbewerbsrechtliche Ahndung
Die nach dem Unterlassungsklagengesetz klagebefugten Verbände, insbesondere Verbraucherzentrale Bundesverband und Wettbewerbszentrale, gehen mit den Instrumenten der Abmahnung, der Aufforderung zur Abgabe einer Unterlassungserklärung und der Unterlassungsklage aktiv und erfolgreich gegen Anbieter vor. Eine Übersicht über die vom Verbraucherzentrale Bundesverband geführten Abmahnungen und Klagen gegen Internetkostenfallenbetreiber ist im Internet veröffentlicht.

### Gesetzgebung der Bundesregierung
Die Bundesregierung hat sich darauf verständigt, im Rahmen der Verhandlungen für eine Richtlinie über Rechte der Verbraucher die Verankerung einer „Button-Lösung“ gegen Internetkostenfallen zu fordern. Die „Button-Lösung“ sei ein wichtiges Element, um trickreich gestaltete Internetseiten zu bekämpfen, auf denen Verbraucher in die Kostenfalle gelockt werden.
Mit der „Button-Lösung“ soll dem Verbraucher die Zahlungspflicht vor Abgabe einer bindenden Vertragserklärung deutlich und in hervorgehobener Form vor Augen geführt werden. Außerdem soll der Unternehmer seinen Internetauftritt so gestalten, dass eine verbindliche Bestellung erst möglich ist, nachdem der Verbraucher bestätigt hat, dass er den Hinweis auf die Zahlungspflicht zur Kenntnis genommen hat.
Ab dem 1. August 2012 ist die Button-Lösung durch eine Änderung des § 312 g des Bürgerlichen Gesetzbuches in Kraft getreten.

Doch diese Buttonlösung wird von Abofallenbetreibern recht einfach umgangen, indem sie ihre Dienste vorgeblich Gewerbetreibenden anbieten, die dann, nach dem HGB behandelt, von keinem Widerrufsrecht Gebrauch machen können. So hatte der BGH (Urteil vom 26. Juni 2012 – VII ZR 262/11) entschieden: Auszug aus dem Urteil: 

„Wird eine Leistung (…) in einer Vielzahl von Fällen unentgeltlich angeboten, so wird eine Entgeltklausel, die nach der drucktechnischen Gestaltung des Antragsformulars so unauffällig in das Gesamtbild eingefügt ist, dass sie von dem Vertragspartner des Klauselverwenders dort nicht vermutet wird, gemäß § 305c Abs. 1 BGB nicht Vertragsbestandteil.
Die Entgeltabrede sei hier zwischen anderen Angaben so versteckt eingefügt worden, dass sie ohne Weiteres übersehen werden könne und der Adressat nicht damit zu rechnen brauche. Die Aufmerksamkeit des Adressaten werde in erster Linie auf das Ausfüllen des Textes … gelenkt. Von einem durchschnittlichen Kaufmann könne nicht erwartet werden, dass er den gerahmten Text sorgfältig lese.“

Das ist als Meilenstein im Kampf gegen die „Nutzlosbranche“ zu werten.

### Liste von bekannten Abofallen
Die Verbraucherzentrale Hamburg stellt auf ihrer Webseite eine Liste bekannter Abofallen-Webseiten zur Verfügung, auf der man sich über verdächtige Webseiten informieren kann.

## Anlaufstellen
- Verbraucherzentralen der Länder
- eCommerce-Verbindungsstelle Deutschland
- Zentrale zur Bekämpfung unlauteren Wettbewerbs – Wettbewerbszentrale, Bad Homburg
- Deutscher Schutzverband gegen Wirtschaftskriminalität, Bad Homburg
- Europäisches Verbraucherzentrum Deutschland, Kehl
- Der Online-Schlichter – Schlichtungsportal für elektronischen Geschäftsverkehr, ein Projekt des Zentrums für Europäischen Verbraucherschutz e. V. in Baden-Württemberg, Bayern und Hessen.